# Osvaldo Palma
Osvaldo Palma Flores (Villa Alegre, 2 de octubre de 1952) es un médico cirujano y político chileno.

## Biografía
Nació en Villa Alegre, el 2 de octubre de 1952. Hijo de Osvaldo Palma Villaroel y de Olivia Julieta Flores.
Casado con Liliana Villalobos y padre de cuatro hijos: María José, Constanza José, Javiera y Osvaldo.
Realizó sus estudios primarios y secundarios en el Colegio Instituto de Linares. En 1971, ingresó a la Universidad de Concepción donde se tituló de médico cirujano, en 1977. Más adelante, efectuó cursos de especialización en Cirugía en la Sociedad de Cirujanos de Chile; en el merican College of Surgeons; y en ATLS (Advanced Trauma Life Support).
En el ámbito laboral, desde 1978 a la fecha, ha ejercido su profesión en el Servicio de Cirugía y en el Servicio de Urgencia de Linares. Asimismo, fue médico director de la Mutual de Seguridad de Linares e integrante del Colegio Médico de la misma localidad. Paralelamente, se ha dedicado a la agricultura explotando el fundo El Trapiche, ubicado en Villa Alegre. Además, es miembro de la Asociación de Ganaderos y Agricultores, donde presidió la Comisión contra el robo de animales y el Canal de Riego Romero de Villa Alegre.
Inició sus actividades políticas como militante del partido Renovación Nacional (RN).
En 1997, fue elegido diputado en representación de su partido por la VII Región del Maule (período legislativo 1998 a 2002), Distrito N.° 39, correspondiente a las comunas de Colbún, Linares, San Javier, Villa Alegre y Yerbas Buenas. Participó en las comisiones permanentes de Salud; de Derechos Humanos, Nacionalidad y Ciudadanía; y de Ciencia y Tecnología.
En diciembre de 2001 fue reelecto por el mismo distrito (período 2002 a 2006). Participó en las comisiones permanentes de Ciencia y Tecnología; Salud; y de Derechos Humanos, Nacionalidad y Ciudadanía. Junto con las comisiones especiales que Establece Beneficios para los Discapacitados; y del Cuerpo de Bomberos de Chile.
En 2005 obtuvo su tercer periodo en la Cámara por su partido e igual Distrito (de 2006 a 2010). Integró las comisiones permanentes de Recursos Naturales, Bienes Nacionales y Medio Ambiente; y de Relaciones Exteriores, Asuntos Interparlamentarios e Integración Latinoamericana. Junto con la Comisión Especial de la Desigualdad y Pobreza.
En las elecciones de diciembre de 2009 no logró ser reelecto, perdiendo frente al UDI Romilio Gutiérrez Pino.
Durante el primer gobierno de Sebastián Piñera se desempeñó brevemente en 2010 como Secretario Regional Ministerial de Salud de la Región del Maule.

## Historial electoral

### Elecciones parlamentarias de 1997
- Elecciones parlamentarias de 1997 a Diputado por el Distrito 39 (Colbún, Linares, San Javier, Villa Alegre y Yerbas Buenas) [3]

### Elecciones parlamentarias de 2001
- Elecciones parlamentarias de 2001 a Diputado por el distrito 39 (Colbún, Linares, San Javier, Villa Alegre y Yerbas Buenas)[4]

### Elecciones parlamentarias de 2005
- Elecciones parlamentarias de 2005 a Diputado por el distrito 39 (Colbún, Linares, San Javier, Villa Alegre y Yerbas Buenas)[5]

### Elecciones parlamentarias de 2009
- Elecciones parlamentarias de 2009 a Diputado por el distrito 39 (Colbún, Linares, San Javier, Villa Alegre y Yerbas Buenas)[6]